# Seray Altay
Seray Altay (Ankara, 28 agosto 1987) è una pallavolista turca.
Gioca nel ruolo di schiacciatrice e opposto nel Beylikdüzü Vİ.

## Carriera
La carriera di Seray Altay inizia nel settore giovanile dell'Eczacıbaşı, dove gioca per sette annate, per poi trasferirsi allo Yeşilyurt, con cui inizia la carriera da professionista nella stagione 2007-08, esordendo in Voleybol 1. Ligi; nell'estate del 2008 riceve le prime convocazioni nella nazionale turca.
Dopo un campionato col Galatasaray, nella stagione 2009-10 ritorna all'Eczacıbaşı, questa volta per giocare in prima squadra, per poi approdare stagione successiva al VakıfBank GS, col quale vince la Champions League.
Nel campionato 2011-12 ritorna a giocare nel Galatasaray, mentre nel campionato successivo ritorna allo Yeşilyurt, militandovi due annate. Nel campionato 2014-15 va a giocare nel Beşiktaş, che lascia nel campionato seguente per approdare al Sarıyer.
Dopo una annata di inattività, torna in campo col Sarıyer nella stagione 2017-18, partecipando al campionato cadetto turco, mentre nella stagione seguente torna a calcare i campi della Sultanlar Ligi col Beylikdüzü Vİ. 

## Palmarès

### Club
- Champions League: 1

2010-11